# Valter Thomé (militär)
Valter Thomé, född den 26 maj 1918 i Helsingfors, död den 25 juni 2000 i Åhus, var en svensk militär. Han var postum son till arkitekten Valter Thomé.
Thomé avlade studentexamen i Stockholm 1937 och officersexamen 1940. Han blev fänrik vid Bodens artilleriregemente 1940, löjtnant där 1942 och vid Bergslagens artilleriregemente 1944. Efter att ha genomgått Artilleri- och ingenjörhögskolans högre kurs 1945–1947 blev Thomé kapten vid sistnämnda regemente 1948 och i generalstabskåren 1950. Han övergick till Wendes artilleriregemente 1956 och blev major  där 1958. Thomé var stabschef i I. militärbefälsstaben 1959–1966. Han befordrades till överstelöjtnant 1962 och överste 1966. Thomé var befälhavare i Kalmar-Växjö försvarsområde 1966–1967 och chef för Wendes artilleriregemente 1967–1978. Han blev riddare av Svärdsorden 1958, kommendör av samma orden 1970 och kommendör av första klassen 1974. Thomé var ordförande i Kristianstads golfklubb 1971–1985 och i Skånes golfförbund 1980–1984.